# Mix engineer
Un mix engineer (letteralmente fonico di mix) si occupa di combinare (missare) i differenti elementi sonori che compongono un brano musicale in un unico file (denominato "mixdown"). Il prodotto finale deve raggiungere un buon equilibrio secondo vari fattori come il volume, il posizionamento nel panorama stereofonico e gli effetti e al contempo eliminare conflitti di frequenze tra i vari elementi.
I più quotati mix engineer solitamente hanno molti anni di esperienza e di utilizzo di attrezzature audio che gli permettono di padroneggiare il mestiere. Un mix engineer occupa uno spazio tra artista e scienziato, le cui abilità vengono utilizzate per valutare la struttura armonica del suono per consentire loro di modellare i timbri desiderati. Il loro lavoro si trova in tutta la musica moderna, sebbene la facilità d'uso e l'accesso abbia ora consentito a molti artisti di mixare e produrre la propria musica solo con una workstation audio digitale (DAW) e un computer. 

## Formazione
I mix engineer in genere iniziano con una formazione in ambito musicale, come una laurea in ingegneria audio. Possono anche essere utili lauree in altre aree rilevanti, come quelle in musica, o qualsiasi esperienza lavorativa maturata al di fuori del mondo accademico; ad esempio, gli ingegneri del missaggio specializzati in musica classica possono trarre vantaggio dall'esperienza di suonare in un'orchestra per creare registrazioni migliori.
Ci sono due categorie principali di mix engineer: il fonico dal vivo, che pratica il missaggio del suono dal vivo, e il fonico da studio, il cui lavoro viene invece svolto all'interno di uno studio di registrazione. Le attrezzatura possono differire leggermente tra i due settori ma, universalmente, un orecchio ben addestrato, la pratica su apparecchiature audio complesse e una conoscenza approfondita delle tecniche utilizzate per creare un buon suono contraddistinguono l'ingegnere di missaggio di successo. Questi sono tratti acquisiti attraverso la pratica e l'esperienza a lungo termine.

## Tecniche
I mix engineer fanno affidamento sulla loro intuizione nel processo di missaggio, ma tutti generalmente seguono alcune procedure fondamentali:
- Analizzando il "groove", o "stile", dell'artista cliente
- Identificare gli elementi più importanti (tracce o combinazioni di tracce) di un suono da enfatizzare
- Determinare come enfatizzare le tracce, che spesso comporta limitare altre tracce
- Preparare il mixdown per il mastering

### Bilanciare un mix
A un mix engineer vengono fornite le tracce audio dei singoli strumenti registrati con cui lavorare. Il loro lavoro consiste nel bilanciare l'impatto relativo di ogni elemento audio, sottoponendoli a processori di effetti e avendo la giusta quantità di ciascuno tramite l'utilizzo delle seguenti attrezzature:. 
- Equalizzazione - Lo strumento principale di un ingegnere di missaggio è l'equalizzatore, che cambia il rapporto di ogni frequenza audio aumentando o tagliando svariate gamme di frequenze specifiche all'interno della traccia, dando spazio nella gamma di frequenza dell'intero prodotto limitata da 20 a 20.000 Hz, in particolare, tra ~ 400–8000 Hz, la gamma più sensibile dell'udito umano.
- Compressione - La compressione riduce la gamma tra il picco più basso e il più alto di un segnale. La soglia controlla quanto della parte superiore viene tagliata. Regolando le impostazioni di attacco e rilascio e avendo il giusto rapporto, si può dare più presenza a una traccia, ma una compressione eccessiva distruggerà una traccia altrimenti piacevole.
- Effetti - I mix engineer spesso usano effetti come riverberi e delay per creare spazio e profondità nel prodotto fonografico.